# 今村義孝
今村 義孝（いまむら よしたか、1908年3月2日 - 2006年10月18日）は、日本史学者。
熊本県飽託郡島崎村（現熊本市西区）生まれ。1930年東京高等師範学校文科卒業。高田師範学校教諭、熊本県立天草中学校（現熊本県立天草高等学校）教諭、秋田師範学校教諭、1949年秋田大学助教授、1952年教授、1973年定年退官、名誉教授。没後正四位。キリスト教徒。天草、秋田のキリシタン史などを研究した。

## 著書
- 『蒲生氏郷』日本の武将 人物往来社 1967　吉川弘文館・2015
- 『わが町の歴史・秋田』文一総合出版 わが町の歴史シリーズ 1981
- 『天草学林とその時代』天草文化出版社 1990
- 『近世初期天草キリシタン考』天草文化社出版 1997
- 『秋田のキリシタン』秋田大学史学会 2003

### 共編著
- 『日本の昔話 秋田むがしこ』編 未来社 1959　無明舎出版 2005
- 『日本の昔話 秋田むがしこ 第2集』今村泰子共編 未来社 1968
- 『秋田県の歴史』山川出版社 県史シリーズ 1969
- 『秋田藩町触集』全3巻 高橋秀夫共編 未来社 1971-1973
- 『新秋田叢書』全9巻（監修）歴史図書社 1971-1972
- 『写真集明治大正昭和秋田 ふるさとの想い出42』編 国書刊行会 1980
- 『天草・本渡の民話 熊本』今村泰子共編著 国土社 語りによる日本の民話 1988

### 校注
- 戸部一憨斎正直『奥羽永慶軍記 復刻版』校注 無明舎出版 2005

### 記念論文集
- 『秋田地方史の研究』今村教授退官記念会編 金沢文庫 1973

## 論文
- Cinii

## 注
1. ↑  『現代物故者事典2006～2008』（日外アソシエーツ、2009年）p.80
2. ↑  「読売新聞」叙勲記事
3. 1 2 3 4 5  “今村義孝”. www.yoshikawa-k.co.jp.  吉川弘文館. 2022年5月28日閲覧。
4. ↑  『蒲生氏郷』2015年著者紹介